# Gerhard Halfred von Koch
Richert Gerhard Halfred von Koch (i riksdagen kallad von Koch i Stockholm, senare von Koch i Djursholm), född 13 januari 1872 i Stockholm, död där 16 mars 1948, var en svensk socialinspektör (lantbruksinspektor) och politiker (frisinnad). Han var bror till matematikern Helge von Koch och till kompositören Sigurd von Koch.

## Biografi
Gerhard Halfred von Koch var i ungdomen förvaltare på olika storjordbruk men kom snart att bli en av sin tids framträdande socialpolitiker. I sitt arbete som lantbruksinspektor såg han den sociala utsattheten och svåra levnadsförhållandena hos lantarbetarna. Han var tillsammans med Axel Rylander initiativtagare till Kooperativa Förbundet, vars sekreterare han var 1899-1905, och till Folkbildningsförbundet (grundat 1903). 
Han var också, tillsammans med bland andra Ernst Beckman, år 1903 instiftare av Centralförbundet för socialt arbete (CSA), som blev en viktig plattform för tidens liberalt präglade socialpolitiska debatt. Han ingick själv i CSA:s styrelse 1903–1940, från 1930 som ordförande, och var redaktör för Social Tidskrift 1901–1917 som kom att bli språkrör för CSA:s verksamhet. 
Åren 1919–1938 var Gerhard Halfred von Koch statens fattigvårdsinspektör, från 1926 även inspektör för barnavården. År 1938 utsågs han till byråchef i Socialstyrelsen. Åren 1939-1941 var han också ordförande i nämnden för statens flyktinghjälp.
Han var riksdagsledamot i första kammaren 1915–1926 för Örebro läns valkrets. I riksdagen tillhörde han Frisinnade landsföreningens partigrupp Liberala samlingspartiet, efter den liberala partisplittringen Frisinnade folkpartiet. Han var bland annat ledamot i andra lagutskottet 1920 och 1924–1926. Som riksdagsledamot var han flitigt engagerad i en rad socialpolitiska frågor, bland annat om fattigvård, barnavård och alkoholistvård. Han anlitades också i ett antal statliga utredningar. I riksdagen skrev han 62 egna motioner, en motion syftade till skydd för vissa fågelarter (1916).
von Koch är begravd på Djursholms begravningsplats.